# Peter Martins
Peter Martins (Copenaghen, 27 ottobre 1946) è un ballerino, coreografo, direttore artistico e maestro di balletto danese.
Martins è stato ballerino principale con il Royal Danish Ballet e con il New York City Ballet, dove si unì a George Balanchine, Jerome Robbins e John Taras come maestro di balletto nel 1981. Si ritirò dalla danza nel 1983, dopo aver raggiunto il grado di danseur noble, diventando capo maestro di balletto insieme a Robbins. Dal 1990 al gennaio 2018 è stato l'unico responsabile della direzione artistica del City Ballet.
Nel mese di dicembre 2017 Martins ha preso un periodo di aspettativa dal New York City Ballet in seguito a una denuncia di cattiva condotta sessuale contro di lui. Cinque ballerini del City Ballet in seguito dissero al New York Times che Martins aveva abusato verbalmente o fisicamente di loro; Martins ha negato di aver commesso una cattiva condotta. Martins si ritirò dal City Ballet il 1º gennaio 2018. Una successiva inchiesta congiunta commissionata dal City Ballet e dalla sua School of American Ballet "non corroborò le accuse di molestie o violenze" contro Martins.

## Primi anni
Martins è nato e cresciuto a Copenaghen, in Danimarca. I suoi genitori erano Børge Martins, un ingegnere e Tove Christa Ornberg, una pianista. La zia e lo zio materni, Leif ed Elna Ornberg, membri del Royal Danish Ballet, iniziarono a insegnargli le combinazioni della danza quando aveva cinque anni; quando fece domanda per la scuola di balletto, tuttavia, fu oggetto di discriminazione perché sua zia e suo zio erano stati simpatizzanti nazisti.

## Carriera
Martins ha iniziato la sua formazione nel balletto nel 1953 con il Royal Danish Ballet. Entrò a far parte del corpo di ballo nel 1965 e nel 1967 fu promosso solista.
Martins lasciò la Danimarca nel 1970 e divenne ballerino principale con il New York City Ballet (NYCB), anche se si era esibito come artista ospite dal 1967. Martins danzò un'ampia varietà di ruoli, ma è molto conosciuto per il ruolo di titolare in Apollo e il Cavalier ne Lo schiaccianoci di Balanchine. Ha ballato spesso con Suzanne Farrell, interrompendo il suo lavoro presso il NYCB nel 1993. Continuò fondando la sua compagnia, che si sciolse nel 2017.
Martins si ritirò dalla danza nel 1983, diventando capo maestro di balletto al fianco di Jerome Robbins e assunse il ruolo di unico capo maestro di balletto nel 1990. Martins fu la scelta personale di Balanchine come suo successore. Tuttavia all'inizio della sua carriera come maestro di ballo, Martins dovette affrontare la critica per le deviazioni percepite rispetto allo stile di Balanchine. Martins fu anche direttore artistico e presidente della facoltà della School of American Ballet, il reparto di formazione del NYCB e anche il luogo dal quale riceve la maggior parte dei suoi ballerini. Dal 1990 al gennaio 2018 è stato l'unico responsabile della direzione artistica del City Ballet. È stato il soggetto del documentario del 1991 Peter Martins: A Dancer. Nel 2005 il suo stipendio fu di 619000 $ e nel 2008 ricevette 699000 $ tra retribuzione e benefit.
Martins ha regolarmente coreografato nuovi lavori per entrambe le società. Il suo primo pezzo è stato Calcium Light Night, musicato da Charles Ives, che debuttò nel 1977. I suoi pezzi più recenti includono Octet, Friandises, Stabat Mater e i balletti a lunghezza intera La bella addormentata, Il lago dei cigni e Romeo + Juliet. Ha anche coreografato i film di Barbie Barbie e lo schiaccianoci e Barbie e il lago dei cigni. Nel 2000 Martins, insieme al talent scout Irene Diamond, fondò il New York Choreographic Institute.

### Accuse di violenza sessuale
Nel dicembre 2017 il New York City Ballet annunciò un'inchiesta in corso per accuse di ballerini della compagnia di aggressione fisica e sessuale da parte di Martin e di aver usato il suo potere per ottenere favori sessuali, fatti risalenti al 1983. Uno dei suoi accusatori, Wilhelmina Francoforte, ex ballerina del New York City Ballet e poi educatrice di danza, dichiarò: "Sono vittima dell'abuso di Martins? Sì. Era sessuale? Sì. Era consensuale? No [...] È stato spaventoso. Un episodio che è accaduto [...] Lui [...] mi ha spinto nel suo camerino e si è mostrato nudo a me. [È un incidente] così enorme che non penso di poterne parlare".
Martins prese un periodo di aspettativa quel mese sia dal New York City Ballet che dalla School of the American Ballet, dopo che le accuse vennero alla luce e nel gennaio 2018 si ritirò. Martins ha negato qualsiasi comportamento scorretto. Un'indagine di due mesi del New York City Ballet e della sua Scuola dell'American Ballet "non ha corroborato le accuse di molestie o violenze fatte entrambe nella lettera anonima e riportate dai media riguardo al signor Martins". Questa non fu un'indagine criminale e fu condotta dagli avvocati del NYCB, Inc..

## Premi, collaborazioni e scritti
Ha ricevuto un Dance Magazine Award e il Cue's Golden Apple Award nel 1977. Un premio per l'arte e la cultura, City of New York, 1981. Il titolo di Cavaliere dell'Ordine del Dannebrog nel 1983. Un premio di Merit, Philadelphia Art Alliance, 1985. E un Liberty Award, 1986. È stato nominato per il 1986 Tony Award come miglior coreografo per Song & Dance. Martins è un paladino della musica contemporanea, lavorando spesso con il compositore John Adams. La sua autobiografia, Far From Denmark, è stata pubblicata nel 1982. Martins è stato nominato Uomo dell'Anno dalla Danish American Society, 1980. Il suo regime di esercizi, intitolato NYCB Workout e ideato con il New York Sports Club, è apparso per la prima volta in forma di libro nel 1997 e in seguito prodotto in DVD e ci fu un sequel. Martins è stato inserito nel National Museum of Dance's Mr. & Mrs. Cornelius Vanderbilt Whitney Hall of Fame nel 2008.

## Vita privata
Martins ha avuto una relazione romantica di lunga durata con Heather Watts durante la sua carriera come ballerina principale con il New York City Ballet. John Clifford, uno dei ballerini principali e coreografi di George Balanchine, ricordava: "L'ho visto sollevarla e sbatterla contro un muro di cemento". Nel libro della ballerina Gelsey Kirkland Dancing on My Grave (1986), descrive Martins mentre trascina la Watts su e giù per una rampa di scale.
Nel luglio 1992, Martins fu arrestato e trattenuto per cinque ore dopo che la sua ventottenne moglie di sette mesi, la ballerina principale del Balletto di New York, Darci Kistler, telefonò alla polizia per chiedere aiuto. Sua moglie ha depositato una dichiarazione giurata accusandolo di averla aggredita, spingendola e schiaffeggiandola, tagliandola e ferendole braccia e gambe e continuando a colpirla dopo essere caduta sotto il suo attacco. È stato accusato di aggressione di terzo grado (un illecito). Kistler lasciò cadere le accuse qualche giorno dopo, dicendo che preferiva risolvere la questione senza l'intervento della corte. Quando si esibì in un balletto due giorni dopo, a quanto pare mise un trucco pesante per nascondere i lividi che aveva sofferto. Diverse persone che conoscevano bene i due affermarono che non era la prima volta che Martins la colpiva. Peter Wolff, membro del consiglio di amministrazione della scuola, ha affermato che l'accusa di aggressione era "una questione personale", non avrebbe influito sulla carriera di Martins e che non aveva "nulla a che fare con la sua competenza o il suo sostegno nella comunità del balletto."
Nel 2011 Martins fu accusato di guida in stato di ebbrezza a Yonkers. Si dichiarò colpevole per una riduzione dell'accusa in guida in stato di alterazione. Nel dicembre del 2017 Martins fu arrestato dopo un incidente di tre auto e accusato di guidare ubriaco, rifiuto di fare un test del respiro e retromarcia in modo pericoloso. Si dichiarò non colpevole nella Corte di Ardsley Village e la sua patente fu sospesa.